# NGC 1467
NGC 1467 ist eine linsenförmige Galaxie vom Hubble-Typ S0/a im Sternbild Eridanus am Südsternhimmel. Sie ist schätzungsweise 298 Millionen Lichtjahre von der Milchstraße entfernt und hat einen Durchmesser von etwa 95.000 Lichtjahren. 

Im selben Himmelsareal befinden sich u. a. die Galaxien NGC 1470, NGC 1472, NGC 1477, NGC 1478.
Das Objekt wurde im Jahr 1886 vom US-amerikanischen Astronomen Frank Muller entdeckt.